# Коронавірусна хвороба 2019 на Сент-Кіттс і Невісі
Епідемія коронавірусної хвороби 2019 на Сент-Кіттсі і Невісі — це поширення пандемії коронавірусної хвороби 2019 на територію Сент-Кіттсу і Невісу. Перший випадок хвороби в країні зареєстрований 24 березня 2020 року. До 19 травня всі хворі одужали, новий випадок хвороби зареєстровано 4 липня 2020 року. До 10 серпня 2020 року всі хворі знову одужали.

## Хронологія

### Березень 2020 року
24 березня 2020 року 21-річний чоловік та 57-річна жінка, які прибули до країни з Нью-Йорка, стали першими двома підтвердженими випадками COVID-19 на Сент-Кіттсі і Невісі. Обидва вони були громадянами Сент-Кітсу і Невісу.
28 березня 2020 року на Сент-Кітсі і Невісі зареєстровано ще 5 випадків COVID-19, внаслідок чого загальна кількість випадків хвороби зросла до 7. За словами державного міністра охорони здоров'я Венді Фіппс, випадки зареєстровані у 3 жінок віком 10 місяців, 24 років і 36 років, та 2 чоловіків віком 29 і 39 років, які були громадянами Сент-Кітс і Невіс. Вона повідомила, що всі 5 цих випадків пов'язані з поїздками, що означало, що всі ці випадки завезені до країни. Цей висновок, згідно даних міністерства охорони здоров'я, був зроблений на основі історії подорожей цих хворих до Сінт-Мартену та Антигуа у період з 6 по 13 березня 2020 року.
29 березня 2020 року на Сент-Кітсі і Невісі зареєстровано ще один випадок COVID-19, внаслідок чого загальна кількість випадків хвороби зросла до 8. Державний міністр охорону здоров'я Венді Фіппс заявила, що цією хворою є 51-річна жінка, яка є громадянкою Сент-Кітс і Невісу, та проживає на острові Невіс.
31 березня 2020 року в країні запроваджено повний локдаун. З 19:00 31 березня до 06:00 3 квітня діяла цілодобова комендантська година. Локдаун згодом було продовжено до 07:00 9 квітня, а потім продовжено до 18 квітня з дводенним частковим локдауном для придбання товарів першої необхідності. Локдаун пізніше було продовжено до 25 квітня.

### Квітень 2020 року
1 квітня 2020 року було повідомлено про ще один випадок хвороби в країні, загальна кількість випадків хвороби зросла до 9. Зі слів міністра охорони здоров'я країни, хворий був громадянином Сент-Кітсу і Невісу, та проживав на Невісі, де зареєстровано другий випадок хвороби.
4 квітня в країні зареєстровано ще один випадок хвороби. Міністр охорони здоров'я країни Венді Фіппс повідомила, що загальна кількість випадків хвороби в країні зросла до 10. Цією хворою була 66-річна жінка, яка є громадянкою Сент-Кітсу і Невісу, та проживала на Невісі.
6 квітня 2020 року міністерство охорони здоров'я країни підтвердило, що станом на 12:29 дня 6 квітня 2020 року підтверджено ще один випадок коронавірусної хвороби, унаслідок чого загальна кількість випадків хвороби в країні зросла до 11. Найновішим випадком хвороби став 35-річний громадянин Сент-Кіттсу і Невісу, який проживав на Невісі. Після виявлення цього випадку 4 випадки хвороби зареєстровано на Невісі та 7 на Сент-Кітсі.
10 квітня 2020 року державний міністр охорони здоров'я Венді Фіппс повідомила, що в країні зареєстровано 12 підтверджених випадків коронавірусної хвороби. Останній хворий був громадянином Індії 21 року, який контактував з підтвердженим випадком хвороби. Цей хворий потрапив в карантин з 29 березня, коли встановлено, що він контактував з раніше підтвердженим випадком хвороби, після чого йому відразу провели тестування на коронавірус.
14 квітня 2020 року на Сент-Кітсі і Невісі виявлено ще 2 випадки хвороби, внаслідок чого загальна кількість випадків хвороби в країні після виявлення першого випадку 25 березня зросла до 14. Усі 14 хворих перебували в суворій ізоляції. Крім того, 111 осіб знаходились на домашньому карантині. Тестування проведено 234 особам, 187 тестувань були негативними, а результати 33 тестувань ще очікувались. 10 випадків зареєстровано на Сент-Кіттсі та 4 випадки на Невісі.
27 квітня 2020 року жителям країни було дозволено виходити з дому в невідкладних справах у понеділок, вівторок та п'ятницю з 06:00 до 19:00. Носіння захисних масок для обличчя залишалось обов'язковим.

### Травень 2020 року
3 травня 2020 року повідомлень, що 2 тисячі осіб отримали допомогу від фонду надзвичайної допомоги для боротьби COVID-19. Особи, які не отримали допомогу в квітні, можуть отримати її пізніше.
8 травня 2020 року повідомлено, що в суботу 9 травня та неділю 10 травня буде діяти цілодобова комендантська година.
До 19 травня 2020 року всі хворі в країні одужали.

### Подальший перебіг
4 липня 2020 року зареєстровано ще один випадок хвороби у громадянина Сент-Кіттсу і Невісу, який повернувся зі столиці США Вашингтона 19 червня.
10 серпня 2020 року останній активний випадок хвороби одужав, і в країні не залишилось активних випадків хвороби.

## Заходи боротьби з поширенням хвороби
Всі аеропорти та морські порти закриті для пасажирів.
Усі школи в країні були закриті.
Запроваджено комендантську годину. Станом на 27 квітня 2020 року діяла часткова комендантська година з обмеженими винятками для працівників закладів, діяльність яких є життєво важливою.
Носіння захисних масок для обличчя на вулиці було обов'язковим.
Всі підприємства, діяльність яких не є життєво важливою, були закриті. З 11 травня дозволено працювати підприємствам один день на тиждень. З 18 травня дозволено працювати до п'яти днів на тиждень.
Більшість громадських заходів скасовані.
Призупинення продажу алкогольних напоїв.